# 克萊察尼

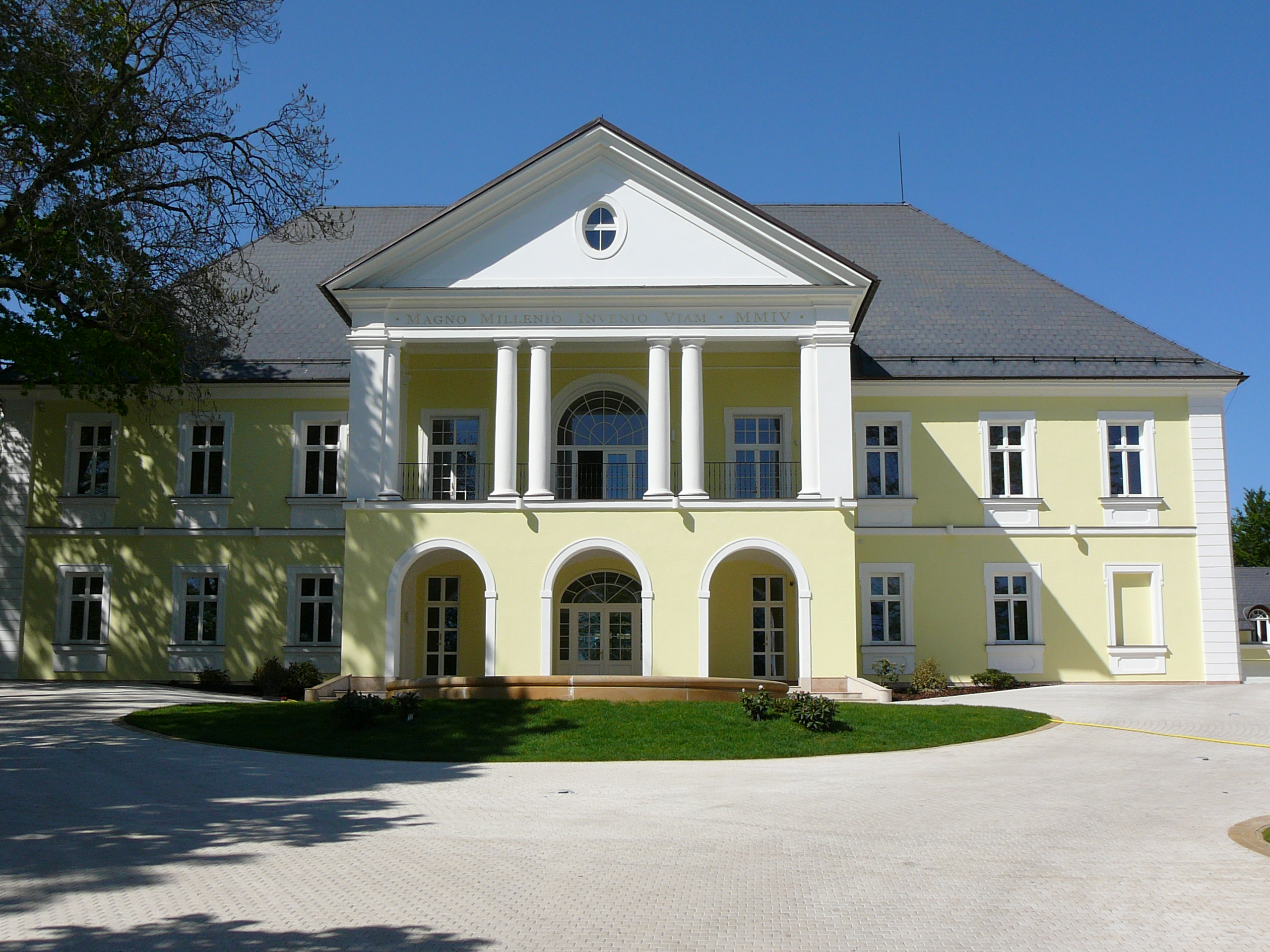

克萊察尼是捷克的城鎮，位於該國西北部伏爾塔瓦河畔，距離首都布拉格5公里，由中波希米亞州負責管轄，始建於1309年，面積10.16平方公里，海拔高度265米，2006年人口為2,175。

## 外部連結
- Municipal website （页面存档备份，存于）